# Algebraische Gleichung
Die Bestimmung der Nullstellen eines Polynoms – ein klassisches Problem der Algebra – führt zu einer algebraischen Gleichung, auch Polynomgleichung oder polynomiale Gleichung genannt. Mit ihrer Lösung beschäftigten sich Mathematiker wie Tartaglia, Cardano, Ferrari, Ruffini, Abel, Gauß und Galois.

## Definition
Eine algebraische Gleichung vom Grad {\displaystyle n} {\displaystyle (n\in \mathbb {N} )} über einem Ring oder Körper {\displaystyle K} ist eine Gleichung
{\displaystyle P(x)=0},
wobei {\displaystyle P} ein Polynom {\displaystyle n}-ten Grades über {\displaystyle K} ist, also eine Gleichung der Form
{\displaystyle a_{n}x^{n}+a_{n-1}x^{n-1}+\dotsb +a_{1}x+a_{0}=\sum _{i=0}^{n}a_{i}x^{i}=0}
mit Koeffizienten {\displaystyle a_{i}} aus {\displaystyle K} und {\displaystyle a_{n}\neq 0.}

## Lösung
- Die Nullstellen von Polynomen werden auch als Wurzeln des Polynoms bezeichnet.

- Jede Lösung einer algebraischen Gleichung über den rationalen Zahlen heißt algebraische Zahl, bei algebraischen Gleichungen über einem beliebigen Körper heißen die Lösungen algebraische Elemente. Die Lösungen liegen im Körper selbst oder einem Erweiterungskörper, der durch eine algebraische Erweiterung – nämlich die Adjunktion aller Lösungen – aus dem ursprünglichen Körper hervorgeht.

- Jede algebraische Gleichung über den komplexen Zahlen vom Grad {\displaystyle n} mit komplexen Koeffizienten hat genau {\displaystyle n} komplexe Lösungen – mit Vielfachheit gezählt (Fundamentalsatz der Algebra).

- Für die algebraischen Gleichungen über den komplexen Zahlen 2., 3. und 4. Grades gibt es Lösungsformeln (siehe quadratische Gleichung, kubische Gleichung, quartische Gleichung). Die allgemeinen Gleichungen 5. und höheren Grades sind nicht durch Radikale auflösbar (Satz von Abel-Ruffini). Die Frage, welche speziellen Gleichungen 5. oder höheren Grades durch Radikale auflösbar sind, wird im Rahmen der Galoistheorie beantwortet.

## Allgemeine Lösungsmethode für algebraische Gleichungen beliebigen Grades
Im Jahr 2024 stellten N. J. Wildberger und Dean Rubine eine neue allgemeine Lösungsmethode für algebraische Gleichungen beliebigen Grades vor, die auf sogenannten Hyper-Catalan-Zahlen beruht. Diese Methode liefert eine formale Potenzreihenlösung für jede Polynomgleichung in einer oder mehreren Variablen und vermeidet dabei vollständig den klassischen Lösungsansatz mittels Radikalen. Diese Potenzreihenlösung basiert auf einer algebraisch-kombinatorischen Struktur, die als „Geode“ bezeichnet wird, einer speziellen Anordnung von Hyper-Catalan-Zahlen. Diese Zahlen verallgemeinern die klassischen Catalan-Zahlen, die bei der Lösung quadratischer Gleichungen auftreten, auf höhere Grade und stehen in enger Verbindung zur kombinatorischen Geometrie. Die formale Potenzreihe in den n − 1 Unbestimmten {\displaystyle a_{2},a_{3},a_{4},\dotsc ,a_{n}}
{\displaystyle x:=\sum _{m_{2},m_{3},m_{4},\dotsc ,m_{n}\geq 0}{\frac {(2m_{2}+3m_{3}+4m_{4}+\dotsb +nm_{n})!}{(1+m_{2}+2m_{3}+3m_{4}+\dotsb +(n-1)m_{n})!\,m_{2}!\,m_{3}!\,m_{4}!\dotsb m_{n}!}}a_{2}^{m_{2}}a_{3}^{m_{3}}a_{4}^{m_{4}}\dotsb a_{n}^{m_{n}}}
löst die algebraische Gleichung {\displaystyle \sum _{i=0}^{n}a_{i}x^{i}=0} mit {\displaystyle a_{0}=1,} {\displaystyle a_{1}=-1} und {\displaystyle a_{n}\neq 0}, also die Gleichung {\displaystyle n}-ten Grades
{\displaystyle 1-x+a_{2}x^{2}+a_{3}x^{3}+a_{4}x^{4}+a_{5}x^{5}+\dotsb +a_{n}x^{n}=0.}